# Madonna col Bambino tra san Paolo e santa Maddalena
La Madonna col Bambino tra san Paolo e santa Maddalena  (en français : Vierge à l'Enfant entre les saints Paul et Marie Madeleine) est une peinture a tempera et or sur panneau de bois qui peut être datée vers 1487, réalisée par Neroccio di Bartolomeo de' Landi, et appartenant à la collection Salini de Sienne.

## Description
La Vierge apparaît de trois quarts devant un ciel bleu légèrement nuageux : sa figure remplit entièrement le premier plan. Comme cela arrive souvent dans les compositions de Madones de Neroccio, elle est assise sur un faldistoire en biais par rapport au plan pictural. L'Enfant debout sur les genoux de sa mère la regarde tandis qu'il touche des deux mains sa cape bleue et le ruban de sa robe rouge. 
Les deux saints situés derrière la Vierge sont éclairés comme s'ils occupaient un espace indépendant. Marie Madeleine regarde directement le spectateur et soulève de ses deux mains son attribut, le vase d'onguent avec lequel elle oint les pieds de Jésus. À sa droite, Paul a l’apparence habituelle d’un homme mûr, sage, accablé d’une calvitie, portant une longue barbe brune et muni d'un volumen ou d'une Bible. Contrairement à Marie Madeleine consciente d'elle-même, Paul semble absorbé dans ses pensées et regarde un point hors-champ, suivant un schéma de contraste souvent utilisé par Neroccio.
Selon Dóra Sallay, le visage de la Vierge serait issu du même dessin que celui de la Madonna col Bambino tra san Sebastiano e santa Caterina d'Alessandria du Christian Museum d'Esztergom, et de la Madonna col Bambino tra san Pietro e san Paolo du musée Städel (Francfort-sur-le-Main), de la même période.

Détail des visages
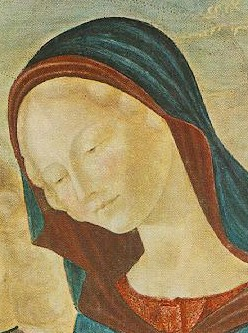
Exemplaire du Christian Museum, Esztergom,
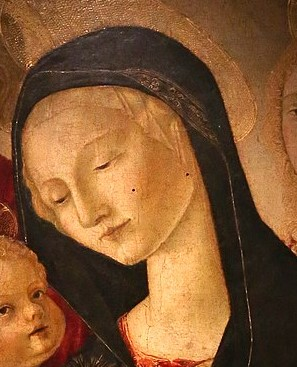
de la collection Salini...
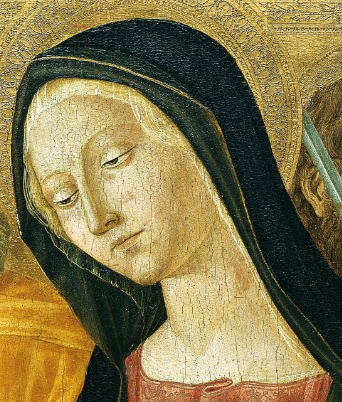
et du musée Städel.

## Sources
- (en) Gertrude Coor, Neroccio de' Landi 1447-1500, Princeton, New Jersey, Princeton University Press, 1961, 235 p., 30 x 23 cmReproduction de la Madonna col Bambino tra san Paolo e santa Maddalena dans le catalogue.
- (en) Dóra Sallay, Early Sienese Paintings in Hungarian Collections, 1420-1520, thèse de doctorat présentée et soutenue à la Université d'Europe centrale de Budapest, 2008, 412 p. Reproduction de la Madonna col Bambino tra san Paolo e santa Maddalena (figure no 17/12) p. 474.